# Explosion de la Coubre

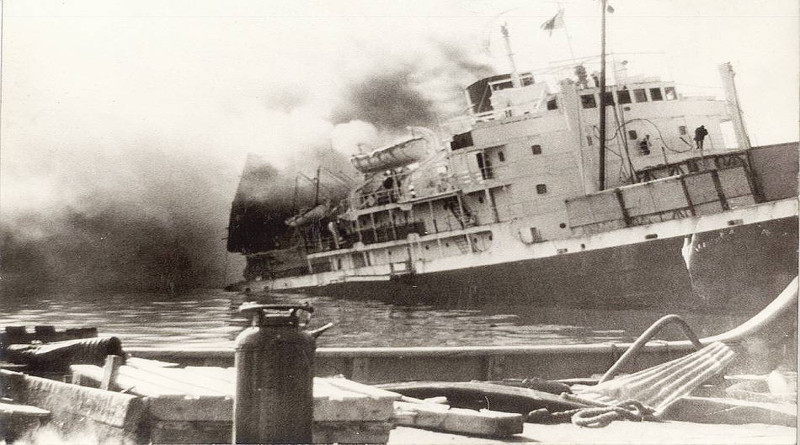
Explosion du navire français La Coubre le 4 mars 1960

Le cargo français La Coubre explosa par deux fois le 4 mars 1960, alors qu'il déchargeait des munitions belges dans le port de La Havane à Cuba. Les explosions firent cent morts, dont 6 marins français, et deux cents blessés, dont principalement des dockers et des secouristes cubains.

## Historique
Une première explosion survient à bord de La Coubre vers 15 heures. Le navire s’incline d’une quinzaine de degrés sur tribord et s'éloigne de quelques mètres du quai ; l’arrière est en ruines. Le second capitaine donne alors l'ordre d'évacuer (le navire comprend 36 membres d’équipage et deux passagers : un prêtre français et un journaliste américain).
Des pompiers, personnels soignants, policiers et militaires arrivent rapidement sur les quais pour prendre en charge les victimes. Parmi eux, Che Guevara, médecin de profession, compte parmi les soignants. Une deuxième explosion, la plus meurtrière en raison du nombre de secouristes présents, se produit.
Le gouvernement cubain décida d’allouer 1 million de pesos aux familles des mutilés et des morts. Une délégation de la Centrale des travailleurs de Cuba (CTC) remettra, à Paris, 10 000 pesos à chaque famille des membres de l'équipage français morts ou disparu.
Fidel Castro accusa la CIA d’être à l'origine de l'explosion afin de dissuader les pays européens de commercer avec l'île, qui sera bientôt placée sous embargo. Les États-Unis démentent être impliqués dans l'explosion et en attribuent la cause à un accident. Une version réfutée par Fidel Castro, qui fait jeter des caisses de grenades de type identique à celles contenues dans le cargo, depuis un avion à 130 mètres et de 200 mètres de hauteur. Il veut démontrer qu'elles n'explosent pas d’elles-mêmes et que seul un attentat pourrait avoir provoqué l'explosion. Louis J. Audigou, représentant de la marine marchande française, conclut dans son rapport qu’« un accident involontaire au cours du déchargement est peu probable ». Les tensions étaient alors très fortes entre les États-Unis et Cuba ; le gouvernement américain avait notamment instauré un embargo sur les armes et exerçait des pressions sur les pays européens afin qu'ils en fassent autant. La Belgique, d'où provenait la cargaison, annonce après l'explosion du navire suspendre ses ventes d'armes à Cuba.
Aujourd'hui encore, les causes réelles de l'explosion du navire restent incertaines. Les archives américaines relatives à l'affaire, habituellement rendues publiques après 50 ans, sont maintenues secrètes[réf. nécessaire]. Pour les partisans de la révolution cubaine, l'explosion du navire s'inscrit dans une campagne terroriste de grande envergure orchestrée par les États-Unis qui avait déjà vu, avant même le lancement de l'opération Mangouste, le sabotage d'usines vitales au fonctionnement de l'économie cubaine. Cette hypothèse est également défendue par le journaliste américain Donald Lee Chapman, présent à bord du navire au moment de l'explosion : « Pendant un certain temps, j’ai supposé que les explosions étaient des accidents. Au fil des ans, en apprenant ce que la CIA avait fait contre Castro et Cuba, j’en suis arrivé à penser que c’était mon gouvernement, par l’intermédiaire de la CIA. En vertu de la loi d’accès à l’information, j’ai demandé que l’on me remette une copie des documents qu’ils avaient sur l’explosion, et ils m’ont été refusés ». Pour autant, il n'existe pas de preuve de l'implication de la CIA dans l'explosion ; le journaliste Hernando Calvo Ospina souligne en 2020 que « soixante-dix ans après la double-explosion de La Havane, l’énigme de La Coubre reste entière. »
C'est lors des funérailles organisées à La Havane que le photographe Alberto Korda prend le cliché, considéré comme l'un des plus connus au monde, de Che Guevara : le Guerrillero Heroico.